# Пономарёвский сельсовет (Новосибирская область)
Пономарёвский сельсовет — сельское поселение в Колыванском районе Новосибирской области Российской Федерации.
Административный центр — село Пономаревка.

## История
Статус и границы сельского поселения установлены Законом Новосибирской области от 2 июня 2004 года № 200-ОЗ «О статусе и границах муниципальных образований Новосибирской области»

## Население
| 2002 | 2010 | 2012 | 2013 | 2014 | 2015 | 2016 |
| ---- | ---- | ---- | ---- | ---- | ---- | ---- |
| 408  | ↘276 | ↘260 | ↘228 | ↘212 | ↘204 | ↘198 |
| 2017 | 2018 | 2019 | 2020 | 2021 |      |      |
| ↘188 | →188 | ↘180 | ↘167 | ↘161 |      |      |

## Состав сельского поселения
| № | Населённый пункт  | Тип населённого пункта       | Население |
| - | ----------------- | ---------------------------- | --------- |
| 1 | Вдовино           | деревня                      | ↗9        |
| 2 | Новоалександровка | деревня                      | ↘3        |
| 3 | Пономарёвка       | село, административный центр | ↘227      |
| 4 | Хохловка          | деревня                      | ↘37       |